# جوناس روزين
جوناس روزين (مواليد 13 مارس 1958) هو مبارز بالسيف سويدي، مثّل بلاده في الألعاب الأولمبية الصيفية 1984.

## روابط رياضية
جوناس روزين على موقع أوليمبيديا (الإنجليزية)
- جوناس روزين على موقع اللجنة الأولمبية السويدية (السويدية)